# S&P/ASX 50
Der S&P/ASX 50-Index ist ein Aktienindex von Standard & Poor’s, der die 50 größten an der australischen Börse gelisteten Unternehmen umfasst. Er ist Teil des S&P Global 1200.

## Alphabetische Übersicht
Der S&P/ASX 50 besteht aus folgenden Werten (Stand: Juli 2018):
| Name                          | Symbol | Branche                    | Logo | Gewichtung im Index |  |
| ----------------------------- | ------ | -------------------------- | ---- | ------------------- |  |
| AGL Energy Ltd                | AGL    | Versorger                  |      | 1,12 %              |  |
| Amcor Ltd                     | AMC    | Verpackungen               |      | 1,26 %              |  |
| AMP Ltd                       | AMP    | Versicherung               |      | 0,79 %              |  |
| ANZ Banking Group             | ANZ    | Bank                       |      | 6,18 %              |  |
| APA Group                     | APA    | Versorger (Gasleitungen)   |      | 0,88 %              |  |
| Aristocrat Leisure            | ALL    | Spielautomaten             |      | 1,49 %              |  |
| ASX Limited                   | ASX    | Börse                      |      | 0,94 %              |  |
| Aurizon Holdings Ltd          | AZJ    | Eisenbahn                  |      | 0,65 %              |  |
| BHP Billiton Ltd              | BHP    | Rohstoffe                  |      | 8,24 %              |  |
| Brambles Industries Ltd       | BXB    | Logistik                   |      | 1,07 %              |  |
| Caltex Australia              | CTX    | Erdöl                      |      | 0,64 %              |  |
| Cochlear Limited              | COH    | Medizintechnik             |      | 0,87 %              |  |
| Commonwealth Bank Australia   | CBA    | Bank                       |      | 9,70 %              |  |
| Computershare                 | CPU    | Finanzdienstleistungen     |      | 0,76 %              |  |
| CSL Ltd                       | CSL    | Pharmazie                  |      | 6,59 %              |  |
| Dexus                         | DXS    | Immobilien                 |      | 0,75 %              |  |
| Fortescue Metals Group        | FMG    | Rohstoffe                  |      | 1,03 %              |  |
| Goodman Group                 | GMG    | Immobilien                 |      | 1,31 %              |  |
| General Property Trust        | GPT    | Immobilien                 |      | 0,69 %              |  |
| Insurance Australia Group Ltd | IAG    | Versicherung               |      | 1,53 %              |  |
| James Hardie Industries       | JHX    | Baustoffe                  |      | 0,76 %              |  |
| Lend Lease Corporation Ltd    | LLC    | Immobilien                 |      | 0,86 %              |  |
| Macquarie Group Ltd           | MQG    | Bank                       |      | 3,18 %              |  |
| Medibank                      | MPL    | Versicherung               |      | 0,61 %              |  |
| Mirvac                        | MGR    | Immobilien                 |      | 0,61 %              |  |
| National Australia Bank Ltd   | NAB    | Bank                       |      | 5,65 %              |  |
| Newcrest Mining Ltd           | NCM    | Rohstoffe                  |      | 1,27 %              |  |
| Oil Search Ltd                | OSH    | Erdöl                      |      | 1,03 %              |  |
| Orica Ltd                     | ORI    | Chemie                     |      | 0,51 %              |  |
| Origin Energy Ltd             | ORG    | Versorger, Erdöl           |      | 1,33 %              |  |
| Qantas Airways Ltd            | QAN    | Fluggesellschaft           |      | 0,78 %              |  |
| QBE Insurance Group Ltd       | QBE    | Versicherung               |      | 1,00 %              |  |
| Ramsay Health Care            | RHC    | Gesundheitswesen           |      | 0,83 %              |  |
| Rio Tinto Ltd                 | RIO    | Rohstoffe                  |      | 2,60 %              |  |
| Santos Ltd                    | STO    | Erdöl und -gas             |      | 0,99 %              |  |
| Scentre Group                 | SCG    | Immobilien                 |      | 1,77 %              |  |
| Sonic Healthcare Ltd          | SHL    | Pharmazie (med. Labore)    |      | 0,79 %              |  |
| South32                       | S32    | Rohstoffe                  |      | 1,40 %              |  |
| Stockland                     | SGP    | Immobilien                 |      | 0,73 %              |  |
| Suncorp Group Ltd             | SUN    | Bank, Versicherung         |      | 1,43 %              |  |
| Sydney Airport Holdings       | SYD    | Flughafenbetreiber         |      | 1,22 %              |  |
| Telstra Corp Ltd              | TLS    | Telekommunikation          |      | 2,36 %              |  |
| Transurban Group NPV          | TCL    | Mautstraßenbetreiber       |      | 2,01 %              |  |
| Treasury Wine Estates         | TWE    | Nahrungs- und Genussmittel |      | 0,95 %              |  |
| Unibail-Rodamco-Westfield     | URW    | Immobilien                 |      | 0,73 %              |  |
| Vicinity Centres              | VCX    | Immobilien                 |      | 0,76 %              |  |
| Wesfarmers Ltd                | WES    | Mischkonzern               |      | 4,23 %              |  |
| Westpac Banking Corp          | WBC    | Bank                       |      | 7,59 %              |  |
| Woodside Petroleum Ltd        | WPL    | Erdöl                      |      | 2,51 %              |  |
| Woolworths Ltd                | WOW    | Handel                     |      | 3,03 %              |  |